# Greatest Hits, Vol. 1: The Player Years, 1983–1988
Albums de Too $hort
Get in Where You Fit In
(1993) Cocktails
(1995)
Greatest Hits, Vol. 1: The Player Years, 1983–1988 est une compilation de Too $hort, sortie le 10 novembre 1993.
Ce double album comprend certains des premiers titres du rappeur enregistrés entre 1983 et 1986, à une époque où le son du rap West Coast n'avait pas encore été défini par N.W.A. Il contient également l'intégralité des morceaux des EPs Don't Stop Rappin', Players et Raw, Uncut and X-Rated.

## Liste des titres
| 1.  | The Invasion of the Flat Booty Bitches | 5:08 |
| 2.  | She's a Bitch                          | 9:49 |
| 3.  | The Bitch Sucks Dick                   | 6:30 |
| 4.  | Blowjob Betty                          | 5:43 |
| 5.  | Short Side                             | 6:22 |
| 6.  | Playboy Short                          | 9:23 |
| 7.  | From Here to New York                  | 6:08 |
| 8.  | Girl (Cocaine) That's Your Life        | 8:57 |
| 9.  | Cake Dealers                           | 6:54 |
| 10. | Female Funk                            | 5:25 |

| 1. | Oakland, California | 6:49 |
| 2. | Don't Stop Rappin'  | 9:27 |
| 3. | Shortrapp           | 7:09 |
| 4. | Wild Wild West      | 7:03 |
| 5. | Every Time          | 5:00 |
| 6. | Dance (Don't Geek)  | 5:53 |
| 7. | Don't Ever Stop     | 6:32 |
| 8. | Players             | 6:59 |